# Chlorophorus amami
Chlorophorus amami är en skalbaggsart som beskrevs av Hayashi 1968. Chlorophorus amami ingår i släktet Chlorophorus och familjen långhorningar. Inga underarter finns listade i Catalogue of Life.